# Zuidwijk
Zuidwijk est une ancienne commune néerlandaise de la Hollande-Méridionale.
Ancienne seigneurie, Zuidwijk est érigée en commune au début du XIXe siècle. Rattachée dès 1812 à Boskoop, la commune reprend son indépendance en 1817. En 1846, Zuidwijk est définitivement réunie à Boskoop.
En 1840, le hameau comptait 3 maisons et 25 habitants.

## Source
1. ↑  Alphabetisch register van alle bewoonde oorden des Rijks, Departement van Oorlog, Éd. Erven Doorman, 's-Gravenhage, 1850

- (nl) Ad van der Meer et Onno Boonstra, Repertorium van Nederlandse gemeenten 1812-2006, DANS Data Guide 2, La Haye, 2006